# Alfons Olejnik
Alfons Olejnik ps. Kmicic, Roman, Babinicz (ur. 5 marca 1920 w Skomlinie, zm. 18 stycznia 1947 w Łodzi) – polski wojskowy, żołnierz powojennego podziemia antykomunistycznego.

## Życiorys
Pochodził z rodziny bogatych chłopów. W latach 1938–1939 uczęszczał do Podoficerskiej Szkoły Zawodowej w Śremie. Po zakończeniu kampanii wrześniowej 1939 roku przebywał u wuja, księdza w parafii Janki. Jednocześnie uczęszczał na tajne komplety w Radomsku, gdzie w 1941 roku zdał maturę. Następnie wstąpił do Narodowej Organizacji Wojskowej. W latach 1942–1943 ukończył szkołę podchorążych przy Brygadzie Świętokrzyskiej NSZ, gdzie następnie służył do 1944 roku. Wówczas to – na własną prośbę – przeszedł do 7 Dywizji Piechoty AK, spieszącej z pomocą powstaniu warszawskiemu. Po upadku powstania powrócił w szeregi NSZ, służąc w zgrupowaniu por. Kazimierza Wybranowskiego „Kreta” aż do rozwiązania oddziału wiosną 1945 roku. Następnie ukrywał się w okolicach Częstochowy. W maju 1945 roku nawiązał kontakt z podziemiem niepodległościowym, a konkretne z organizacją „Manewr”. Już jako jego członek został przypadkowo aresztowany w dniu 15 czerwca 1945 roku przez częstochowski Urząd Bezpieczeństwa, a następnie skazany przez Wojskowy Sąd Okręgowy w Częstochowie na karę 4 lat więzienia za przynależność do nielegalnej organizacji podziemia zbrojnego. Więzienie opuścił na mocy amnestii jesienią 1945 roku, wróciwszy do rodzinnego Skomlina. Tam nawiązał kontakt z Konspiracyjnym Wojskiem Polskim, dowodzonym przez kpt. Stanisława Sojczyńskiego „Warszyca”. Początkowo służył jako kwatermistrz w batalionie „Motor”, stacjonującym w okolicach Radomska, następnie przeniesiono go w okolice Wielunia, gdzie miał tworzyć oddział partyzancki w ramach tzw. Pogotowia Akcji Specjalnej. W styczniu 1946 roku nawiązał kontakt z poakowskim oddziałem „Tartak” (dowódcy: Franciszek Olszówka „Otto” i Stanisław Panek „Rudy”). Służąc w tym oddziale jako dowódca plutonu, Olejnik pośredniczył w rozmowach mających na celu podporządkowanie oddziału „Otta” i „Rudego” dowództwu KWP. Ostatecznie do podporządkowania nie doszło, natomiast w dniu 1 kwietnia 1946 roku dowódca KWP wydał rozkaz utworzenia w okolicach Wielunia Oddziału Partyzanckiego SOS, którego dowódcą został por. Alfons Olejnik. W skład oddziału, noszącego początkowo nazwę „Jastrzębie”, a od czerwca 1946 roku – „Oświęcim” weszła część żołnierzy zgrupowania „Tartak”. Jednostka miała działać na terenie powiatów: wieluńskiego, sieradzkiego, kępińskiego, częstochowski oraz – w przypadku konieczności odskoku – lublinieckiego. 
W okresie od maja do sierpnia 1946 roku SOS „Oświęcim” działając na wzmiankowanym terenie wykonał szereg akcji bojowych oraz rekwizycyjnych m.in. likwidując posterunki MO w Lipiu, Praszce i Oleśnie, dokonując rekwizycji w Praszce i Mierzycach, staczając potyczki z oddziałami MO, UB i KBW w okolicach Praszki, Kleśnisk oraz w lasach wróblewskich a także dokonując akcji zatrzymania pociągu na stacji Janinów, podczas której dokonano rozbrojenia żołnierzy Ludowego Wojska Polskiego oraz Armii Czerwonej. W międzyczasie, w dniu 27 czerwca 1946 roku został aresztowany komendant KWP „Warszyc". Po otrzymaniu tej informacji Olejnik rozformował swój oddział w dniu 13 sierpnia 1946 roku, a sam bezskutecznie próbował przedostać się na Zachód. W strony rodzinne powrócił w październiku tegoż roku, reaktywując zgrupowanie, które dokonało m.in. zatrzymania pociągu relacji Częstochowa-Wieluń pomiędzy stacjami Janinów i Pątnów Wieluński, podczas którego ponownie rozbrojono żołnierzy LWP i Armii Czerwonej. W tym okresie doszło jednak do wzmocnienia sił KBW w tym rejonie, co zmusiło Olejnika do ponownego rozwiązania oddziału w dniach 3-6 listopada 1946 roku. On sam podjął kolejną próbę wyjazdu z Polski, tym razem przez port w Szczecinie. Również ta próba nie udała się, a Olejnik powrócił do Częstochowy, skąd – w towarzystwie członka swojego oddziału Jana Wieczorka „Huberta” – udał się do Warszawy, gdzie przybył 8 listopada 1946 roku. Podczas pobytu w stolicy został aresztowany, postrzelony oraz zdekonspirowany. W dniu 29 grudnia 1946 roku przewieziono go do Wojewódzkiego Urzędu Bezpieczeństwa Publicznego w Łodzi, gdzie po dwumiesięcznym śledztwie Wojskowy Sąd Rejonowy skazał go w dniu 9 stycznia 1947 roku na karę śmierci. Prezydent Bolesław Bierut nie skorzystał z prawa łaski. Wyrok został wykonany w dniu 18 stycznia 1947 roku. Miejsce pochówku Alfonsa Olejnika pozostaje nieznane.

## Rehabilitacja i upamiętnienie
Wyrokiem z dnia 30 lipca 1999 roku Sąd Okręgowy w Łodzi dokonał rewizji wyroku z 1947 roku i zrehabilitował Alfonsa Olejnika. W 2009 roku został odznaczony Krzyżem Komandorskim Orderu Odrodzenia Polski, a w 2017 roku pośmiertnie awansowany na stopień kapitana. Jego imieniem nazwano również jedną z ulic w rodzinnym Skomlinie.